# Nico Abegglen
Nico Abegglen (sinh ngày 16 tháng 2 năm 1990) là một cầu thủ bóng đá người Thụy Sĩ thi đấu ở vị trí tiền đạo cho SC Brühl.

## Sự nghiệp
Ngày 1 tháng 8 năm 2007, Abegglen chuyển từ U-18 FCSG đến U-21 St. Gallen. Anh thi đấu 2 năm tại U-21. Ngày 1 tháng 7 năm 2009, Abegglen chuyển đến FC St. Gallen và thi đấu 3 mùa giải. Anh ký hợp đồng với FC Vaduz vào ngày 25 tháng 2 năm 2013. Mùa giải 2015-16, Abegglen chuyển đến FC Wohlen.